# Andrea Amati (compositore)
Andrea Amati (Brescia, 14 novembre 1977) è un compositore e paroliere italiano.

## Biografia
Inizia la sua attività autorale nel 2001 con etichetta Sony Music Publishing, per poi passare alla Edel Music.
Nel 2003 comincia la sua collaborazione artistica con la Warner Chappell, etichetta che mantiene fino al 2017. Nel 2018 collabora con l'etichetta Baby Angel Music per poi passare alla Saifam, nel 2019.
Per la Warner collabora con Nek, per il quale compare come autore in 5 album, firmando inoltre 4 singoli: Contromano, Instabile, Notte di febbraio e Vulnerabile. In questi anni collabora inoltre con altri artisti, come Francesco Renga, Marco Masini, Emma Marrone, Annalisa, Franco Califano, Alessandra Amoroso, Michele Bravi, Elodie, Alessio Bernabei, Lorenzo Fragola ed altri.
Nel 2012 pubblica il suo primo album dal titolo Cambio prospettiva, dove interpreta 8 suoi brani inediti, due dei quali scritti con Fabio Vaccaro.
Nel 2014 varca i confini nazionali scrivendo la canzone El amor es la señal per Manuel Mijares.
Nel 2017 partecipa per la prima volta come autore al Festival di Sanremo scrivendo, assieme a Tommaso Pini e Andrea Francesca Dall'Ora, la canzone Cose che danno ansia, portata in gara da Tommaso Pini nella sezione Nuove Proposte e vincitrice del Premio Sala Stampa "Lucio Dalla".
Nel 2019 vince, sempre come autore, il più importante festival musicale rumeno, il Cervo d'oro, grazie al primo posto di Eliza G con il brano Altro che favole.

## Discografia

### Album in studio
- 2012 – Cambio prospettiva[8]

### Singoli
- 2021 – Grovigli[9]

## Brani scritti per altri artisti
Collaborazioni autorali e/o compositive sono elencate tra parentesi nella sezione titolo.
| Anno | Titolo | Interprete | Album                                                                                    |
| ---- | --- | --- | ---------------------------------------------------------------------------------------- |
| 2001 | L'ultima poesia (Musica di Andrea Amati, testo di Francesco Renga)                                               | Francesco Renga | Francesco Renga                                                                          |
| 2002 | Alba (Musica di Andrea Amati, testo di Francesco Renga)                                                          | Francesco Renga | Tracce                                                                                   |
| 2002 | Cosa rimane (a Marco)                                                                                            | se stesso; Marco Masini nel 2006 | singolo nel 2006; album Cronologia nel 2015                                              |
| 2005 | Contromano | Nek | Una parte di me                                                                          |
| 2006 | Instabile (Scrittura e composizione con Nek)                                                                     | Nek | Nella stanza 26                                                                          |
| 2006 | Notte di febbraio (Scrittura e composizione con Nek)                                                             | Nek | Nella stanza 26                                                                          |
| 2006 | Fumo | Nek | Nella stanza 26                                                                          |
| 2006 | Serenità | Nek | Nella stanza 26                                                                          |
| 2008 | Stai | Daniele Battaglia | Tutto il mare che vorrei                                                                 |
| 2009 | Un'altra direzione (Scrittura e composizione con Nek)                                                            | Nek | Un'altra direzione                                                                       |
| 2009 | Perdere il controllo (Scrittura e composizione con Nek)                                                          | Nek | Un'altra direzione                                                                       |
| 2009 | Una donna (Scritta con Franco Califano e Andrea Cardillo)                                                        | Franco Califano | C'è bisogno d'amore                                                                      |
| 2009 | L'infinito (Scrittura e composizione con Fabio Vaccaro)                                                          | Luca Napolitano | L'infinito                                                                               |
| 2009 | Ora guardami (Scrittura e composizione con Jerico e Francesco Morettini)                                         | Luca Napolitano | L'infinito                                                                               |
| 2009 | Non ti muovere                                                                                                   | Mario Nunziante | Ogni istante che vivrai                                                                  |
| 2009 | Resto così (Scrittura e composizione con Francesco Altobelli e Andrea Vigentini)                                 | Sugarfree | In simbiosi                                                                              |
| 2010 | Vulnerabile (Scrittura e composizione con Fabio Vaccaro)                                                         | Nek | E da qui - Greatest Hits 1992-2010                                                       |
| 2010 | Altrove | Luca Napolitano | Di me                                                                                    |
| 2011 | Quante volte | Francesca Nicolì | Kekka                                                                                    |
| 2012 | Protagonista (Scrittura e composizione con Dardust)                                                              | Emma Marrone | Sarò libera                                                                              |
| 2012 | Lucciole (Scrittura e composizione con Dardust)                                                                  | Annalisa | Mentre tutto cambia                                                                      |
| 2013 | Ed è ancora settembre (Scrittura e composizione con Dardust, Jerico e Fabio Campedelli)                          | Annalisa | Non so ballare                                                                           |
| 2013 | Dammi di più (Scrittura e composizione con Nek)                                                                  | Nek | Filippo Neviani                                                                          |
| 2013 | Il tuo universo                                                                                                  | Damiano Caponio | Compilation "Io canto" 4                                                                 |
| 2013 | Tutto e niente                                                                                                   | Luisa Corna | Brano singolo                                                                            |
| 2013 | Bella storia (Scrittura e composizione con Francesco Altobelli e Fabio Campedelli)                               | Paolo Belli | Sangue blues                                                                             |
| 2014 | Un giorno che nasce con te                                                                                       | Ruben Mendes | Ruben                                                                                    |
| 2014 | Un giorno in più (Collaborazione con Silvia Olari e Valerio Scanu)                                               | Valerio Scanu | Lasciami entrare                                                                         |
| 2014 | Favola imperfetta (Collaborazione con Antonella Lo Coco, Carlo Rizioli, Franco Manco e Valerio Carboni)          | Roberta Pompa | Favola imperfetta                                                                        |
| 2014 | Tutto il meglio di me (Collaborazione con Stefano Paviani)                                                       | Roberta Pompa | Favola imperfetta                                                                        |
| 2014 | La perfezione non c'è (Collaborazione con Dardust e Roberto Casalino)                                            | Tommaso Pini | Compilation - The voice of Italy II, la finale                                           |
| 2014 | El amor es la señal (Scritta con Fabio Vaccaro e Sitna Angela Davalos Burguete)                                  | Manuel Mijares | No se me acaba el alma                                                                   |
| 2014 | Diario di un amore (Scrittura e composizione con Roberto Scozzi)                                                 | Anonimo Italiano | Diario di un amore                                                                       |
| 2015 | Vada come vada                                                                                                   | Massimo De Divitiis | La mia strada                                                                            |
| 2015 | Fuori controllo (Scritta con Fabio Vaccaro, Davide Simonetta e Mattia Panzarini)                                 | Francesco Guasti | Parallele                                                                                |
| 2015 | Costellazioni (Scritta con Marco Canigiula, Esteban Morales e Francesco Sponta)                                  | Esteban Morales | Brano singolo                                                                            |
| 2015 | Bastava poco (Scritta con Marco Canigiula e Francesco Sponta)                                                    | Giada | Brano singolo                                                                            |
| 2015 | Se tu lo vuoi (Scritta con Antonella Lo Coco e i Karbonio 14)                                                    | Karbonio 14 ft. Antonella Lo Coco | Brano singolo                                                                            |
| 2016 | Mi porti via da me (Scritta con Valerio Carboni)                                                                 | Alessandra Amoroso | Vivere a colori                                                                          |
| 2016 | La comprensione                                                                                                  | Irene Fornaciari | Questo tempo                                                                             |
| 2016 | Giorni | Irene Fornaciari | Questo tempo                                                                             |
| 2016 | È solo un attimo (Scritta con Federica Abbate)                                                                   | Irene Fornaciari | Questo tempo                                                                             |
| 2016 | Scarlett Johansson (Scritta con Lorenzo Fragola, Ermal Meta e Valerio Carboni)                                   | Lorenzo Fragola | Zero Gravity                                                                             |
| 2016 | L'ultima cosa vera (Scritta con Fabio Vaccaro)                                                                   | Marco Carta | Come il mondo                                                                            |
| 2016 | Guarda la felicità (Scritta con Carlo Rizioli e Franco Manco)                                                    | Marco Carta | Come il mondo                                                                            |
| 2016 | Stelle (Scritta con Valerio Carboni, Giulia Ananìa e Marta Venturini)                                            | Marco Carta | Come il mondo                                                                            |
| 2016 | Stai qui (Scritta con Marco Colavecchio e Nick Luciani)                                                          | Nick Luciani | Brano singolo                                                                            |
| 2016 | Se domani sei con me (Scritta con Valerio Carboni, e Marco Ciappelli)                                            | Loredana Errore | Luce infinita                                                                            |
| 2016 | A Natale crolla il mondo (Scritta con Andrea Nardinocchi, Paolo Valli, Stefano Paviani e Teresa Iannello.)       | Ivana Spagna | Brano singolo                                                                            |
| 2016 | Cose che danno ansia (Scritta con Tommaso Pini e Andrea Francesca Dall'Ora)                                      | Tommaso Pini | #Cose che danno ansia                                                                    |
| 2017 | Francesca e dicembre (Scritta con Stefano Paviani, Andrea Francesca Dall'ora e Tommaso Pini)                     | Tommaso Pini | #Cose che danno ansia                                                                    |
| 2017 | Veleno ed antidoto (Scritta con Andrea Francesca Dall'ora, Fabio Campedelli e Tommaso Pini)                      | Tommaso Pini | #Cose che danno ansia                                                                    |
| 2017 | Non ho bisogno di te (Scritta con Andrea Francesca Dall'ora, Fabio Campedelli, Francesco Catitti e Tommaso Pini) | Tommaso Pini | #Cose che danno ansia                                                                    |
| 2017 | Semplice (Scritta con Federica Abbate)                                                                           | Elodie | Tutta colpa mia                                                                          |
| 2017 | Diamanti (Scritta con Federica Abbate)                                                                           | Michele Bravi | Anime di carta                                                                           |
| 2017 | Ascolta (Scritta con Gabriele Oggiano)                                                                           | Collage | Inconfondibile                                                                           |
| 2017 | Invisibili (Scritta con Gabriele Oggiano e Fabio Vaccaro)                                                        | Collage | Inconfondibile                                                                           |
| 2017 | Non è il Sudamerica (Scritta con Alessio Bernabei, Massimiliano Pelan, Fabio De Martino ed altri autori)         | Alessio Bernabei | Non è il Sudamerica                                                                      |
| 2017 | L'ultimo (Scritta con Silvia Salemi e Gabriele Oggiano)                                                          | Silvia Salemi | 23                                                                                       |
| 2017 | Semplicemente io e te (Scritta con Valerio Carboni, Marco Rettani e Zibba)                                       | Le Deva | 4                                                                                        |
| 2017 | L'origine (Scritta con Gabriele Oggiano, Luca Sala e Marco Rettani)                                              | Le Deva | 4                                                                                        |
| 2017 | 4 (Scritta con Marco Rettani e Fabio Vaccaro)                                                                    | Le Deva | 4                                                                                        |
| 2017 | Off-line (scritta con Andrea Bonomo, Luca Chiaravalli e Paola Turci)                                             | Paola Turci | Il secondo cuore                                                                         |
| 2018 | Diva (Scritta con Andrea Maestrelli e Fabio Vaccaro)                                                             | Alice Caioli (partecipante a Sanremo 2018 Nuove proposte) | #negofingomento                                                                          |
| 2018 | Orme (Scritta con Albert e Mattia Cerri)                                                                         | Albert | Orme                                                                                     |
| 2018 | Con te dovunque al mondo (Scritta con Stefano Paviani)                                                           | Maryam Tancredi (vincitrice The Voice of Italy) | Maryam                                                                                   |
| 2019 | Pianeti | Maryam Tancredi (vincitrice The Voice of Italy) | Maryam                                                                                   |
| 2019 | Un cuore basterà (Scritta con Marco Carta, Dario Ciffo e Giovanni Pastorino)                                     | Marco Carta | Bagagli leggeri                                                                          |
| 2019 | Altro che favole (Scritta con Marco Ciappelli e Valerio Carboni)                                                 | Eliza G | The Voice of Italy 2019 e brano vincitore del Festival Cerbul de Aur 2019                |
| 2020 | Portami via (Scritta con Thomas Bocchimpani, Eugenio Darie e Marco Poletto)                                      | Thomas | Imperfetto                                                                               |
| 2021 | Andiamo avanti (Scritta con Francesco Monte)                                                                     | Francesco Monte | Brano singolo                                                                            |
| 2021 | Dimenticato (mai) (Scritta con Gioele Di Tommaso, Sabatino Salvati e Mario Tortoriello)                          | Federica Marinari | Brano singolo, vincitore di Area Sanremo 2020 e finalista al Festival di Castrocaro 2021 |
| 2021 | Canto canterò (Scritta con Gianni Minuti Muffolini)                                                              | Beat Band Ensemble (Andrea Mingardi, Bobby Solo, Mal, i Dik Dik, il Giardino dei Semplici, Dino, i Camaleonti, Donatello, Gian Pieretti, i Daniel Sentacruz Ensemble, Max Corfini de il Mito dei New Trolls, Paki de I Nuovi Angeli, Checco de i Giganti, Giuliano Dei Notturni) | Brano singolo                                                                            |
| 2021 | Invincibili (Scritta con Marco Colavecchio)                                                                      | Annalisa Minetti | Brano singolo                                                                            |
| 2022 | Accanto (Scritta con Tore Fazzi e Gabriele Oggiano)                                                              | Collage | Brano singolo                                                                            |
| 2024 | Presente (Scritta con Gabriele Oggiano e Valerio Scanu)                                                          | Valerio Scanu | Brano singolo                                                                            |
| 2025 | Fa che non sia per sempre (Scritta con Pago, Gabriele Oggiano e Lorenzo Santangelo)                              | Pago | Brano singolo (inedito del programma Ora o mai più)                                      |